# براشیر (میزوری)
براشیر (به انگلیسی: Brashear) یک شهر در ایالات متحده آمریکا است که در شهرستان ادیر، میزوری واقع شده‌است. براشیر ۰٫۹۱ کیلومتر مربع مساحت و ۲۷۳ نفر جمعیت دارد و ۲۶۷ متر بالاتر از سطح دریا قرار دارد.